# Condado de Grand Gedeh
Grand Gedeh es un condado en localizado la parte este de la República de Liberia. Es uno de los quince condados que comprenden el primer nivel de división administrativa en la nación. Su capital es Zwedru (antes Tchien). Tiene una superficie de 10 484 km², que en términos de extensión es similar a la del Líbano. En el censo de 2008, Grand Gedeh tenía una población de 126 146 habitantes, convirtiéndolo en el noveno condado más habitado de toda Liberia. 
El superintendente distinguido de Grand Gedeh es Cristóbal Beh Bailey. El condado limita con Nimba al oeste, al igual que con Sinoe al sudoeste, y con River Gee al sudeste. La parte septentrional del condado de Grand Gedeh posee fronteras internacionales con la República de Costa de Marfil. 

## Población
En el censo de 1984, el condado tenía una población de 63.028 personas. En 2008, dicha cifra se había duplicado, hasta los 126.146 habitantes. En el condado vive una gran comunidad musulmana. Además, muchos de sus residentes proceden de Costa de Marfil.

## Distritos
Grand Gedeh se subdivide en tres distritos:
- Gbarzon
- Konobo
- Tchien